# Eugenie Anderson
Pour les articles homonymes, voir Anderson.
Eugenie Anderson, aussi connue sous le nom de Helen Eugenie Moore Anderson, née le 26 mai 1909 à Adair (Iowa) et morte le 31 mars 1997 à Red Wing (Minnesota), est une femme politique et diplomate américaine. Membre du Parti démocrate, elle est ambassadrice des États-Unis au Danemark entre 1949 et 1953 puis ambassadrice en Bulgarie entre 1962 et 1964. Elle est la première Américaine à porter le titre d'ambassadrice comme chef de mission (même si la première à tenir ce rôle diplomatique est Ruth Bryan Owen, en 1933).

## Biographie

### Origines, études et vie privée
Fille du révérend Ezekial A. Moore, un prêtre méthodiste, et de FloraBelle, elle est issue d'une famille de cinq enfants. Elle étudie la musique au sein de la Juilliard School de New York, dans l'espoir de devenir pianiste concertiste. Au Simpson College, elle est membre de la section Iowa Beta de la fraternité féminine Pi Beta Phi (en). En 1929, elle se marie à John Pierce Anderson, avec qui elle a deux enfants, Hans et Johanna.

### Carrière professionnelle
Son intérêt pour les affaires internationales naît d'un voyage en Europe en 1937, où elle constate le caractère totalitaire de l'Allemagne nazie. À son retour aux États-Unis, elle prend fréquemment la parole au nom de la League of Women Voters, s'opposant aux idées isolationnistes.
Elle participe à la création du Minnesota Democratic-Farmer-Labor Party (DFL) en 1944. Quatre ans plus tard, elle est l'une des rares femmes à accéder à des fonctions importantes au sein du Parti démocrate. En 1948 ce dernier et le DFL rompent ; Eugenie Anderson choisit alors de soutenir Hubert H. Humphrey. Elle est récompensée l'année suivante lorsqu'elle est nommée ambassadrice des États-Unis au Danemark, faisant d'elle la première femme à accéder à ce poste,, (Perle Mesta est cependant mentionnée comme ayant été ambassadrice au Luxembourg à partir du 16 juillet 1949).
En 1962, elle est nommée ambassadrice en Bulgarie par le président John F. Kennedy, devenant la première femme à représenter les États-Unis dans un pays allié avec l'Union soviétique.
Après cela, le président Lyndon B. Johnson la nomme au conseil de tutelle des Nations unies. L'année suivante, elle est membre du comité des Nations unies pour la décolonisation.

## Source
- (en) Cet article est partiellement ou en totalité issu de l’article de Wikipédia en anglais intitulé « Eugenie Anderson » (voir la liste des auteurs).